# Електрична држава
Електрична држава (енгл. The Electric State) амерички је научнофантастични филм из 2025. Режију потписују Ентони и Џо Русо, по сценарију Кристофера Маркуса и Стивена Макфилија. Темељи се на истоименом графичком роману аутора Симона Столенхага из 2018. Главне улоге тумаче Мили Боби Браун и Крис Прат.
Године 2017. објављени су планови за филмску адаптацију овог графичког романа. У децембру 2020. браћа Русо су била потписана за режију. Universal Pictures је стекао права дистрибуције, али их је у јуну 2022. преузео Netflix. Већина глумачке поставе је откривена између јуна 2022. и новембра 2024. Снимање се одвијало током јесени 2024. у Џорџији. Један је од најскупљих филмова икада произведених с буџетом од 320 милиона долара.
Премијера је приказана 24. фебруара 2025. у Лос Анђелесу. Филм је 14. марта 2025. приказао Netflix. Добио је углавном негативне рецензије критичара.

## Радња
Радња се одвија у алтернативној 1994. години, где младој девојци прилази робот који тврди да познаје њеног несталог брата, након чега је она решена да га пронађе.

## Улоге
| Глумац            | Улога          |
| ----------------- | -------------- |
| Мили Боби Браун   | Мишел          |
| Крис Прат         | Китс           |
| Ке Хуј Кван       | др Амхерст     |
| Стенли Тучи       | Итан Скејт     |
| Вуди Норман       | Кристофер      |
| Мартин Клеба      | Херман         |
| Ђанкарло Еспозито | Маршал Данбери |